# Teatrul de Artă din Deva
Teatrul de Artă este un monument istoric aflat pe teritoriul municipiului Deva, județul Hunedoara.

## Localitatea
Deva (în maghiară Déva, în germană Deva) este municipiul de reședință al județului Hunedoara, Transilvania, România. Prima mențiune documentară este din anul 1269.

## Istoric și trăsături
În anul 1862 a luat naștere la Deva o societate teatrală în scop de caritate, intitulată Societatea Artiștilor Amatori din Deva, a cărei activitate a fost oglindită în presa locală din anii 1879-1887. În anul 1866 s-a construit un restaurant cu sală de spectacole, numit Redut, clădire ce a fost demolată în anul 1910. Pe locul fostului local Redut s-a ridicat clădirea care în prezent adăpostește Teatrul de Artă din Deva.
Clădirea a fost edificată în stilul Secession vienez.  A fost cumpărată cu suma de 17.000 de lei, iar în 1911 a fost dată în folosință ca teatru orășenesc, numindu-se inițial „Ansamblul de Cântice și Dansuri Populare”.
De-a lungul timpului a suferit numeroase intervenții, fiind necesare lucrări de reparații și modernizare.
În 1942 i s-a făcut o reparație generală care a cuprins modificarea intrării, schimbarea tapițeriei și înlocuirea oglinzilor, după care I s-a dat numele de „George Dima”, în onoarea compozitorului ardelean. Din anul 1953, s-a numit Fanfara de Stat Deva, prima reprezentație având loc, la 16 octombrie 1954, la Șibot: „O seară de operetă și muzică ușoară”.
În anii ‘60 s-a intervenit pentru modificarea fațadei originale. Noua sală a teatrului a fost inaugurată la 1 aprilie 1963 cu reprezentația „Șarjele revistei” prezentată de către Teatrul de Stat de Estradă din Deva. În 1987 au început lucrările de amenajare a Teatrului de Revistă și de restaurare a fațadei principale, reconstituită după imagini de epocă.
De-a lungul timpului, instituția de cultură a avut mai multe denumiri, în diferitele etape ale existenței sale: Teatrul Orășenesc, Teatrul de Estradă, Teatrul Arta, Teatrul de Stat de Estradă, Teatrul de Revistă, Teatrul de Artă Dramatică, Teatrul Municipal Deva, Teatrul Județean Hunedoara și în prezent Teatrul de Artă Deva.

## Imagini

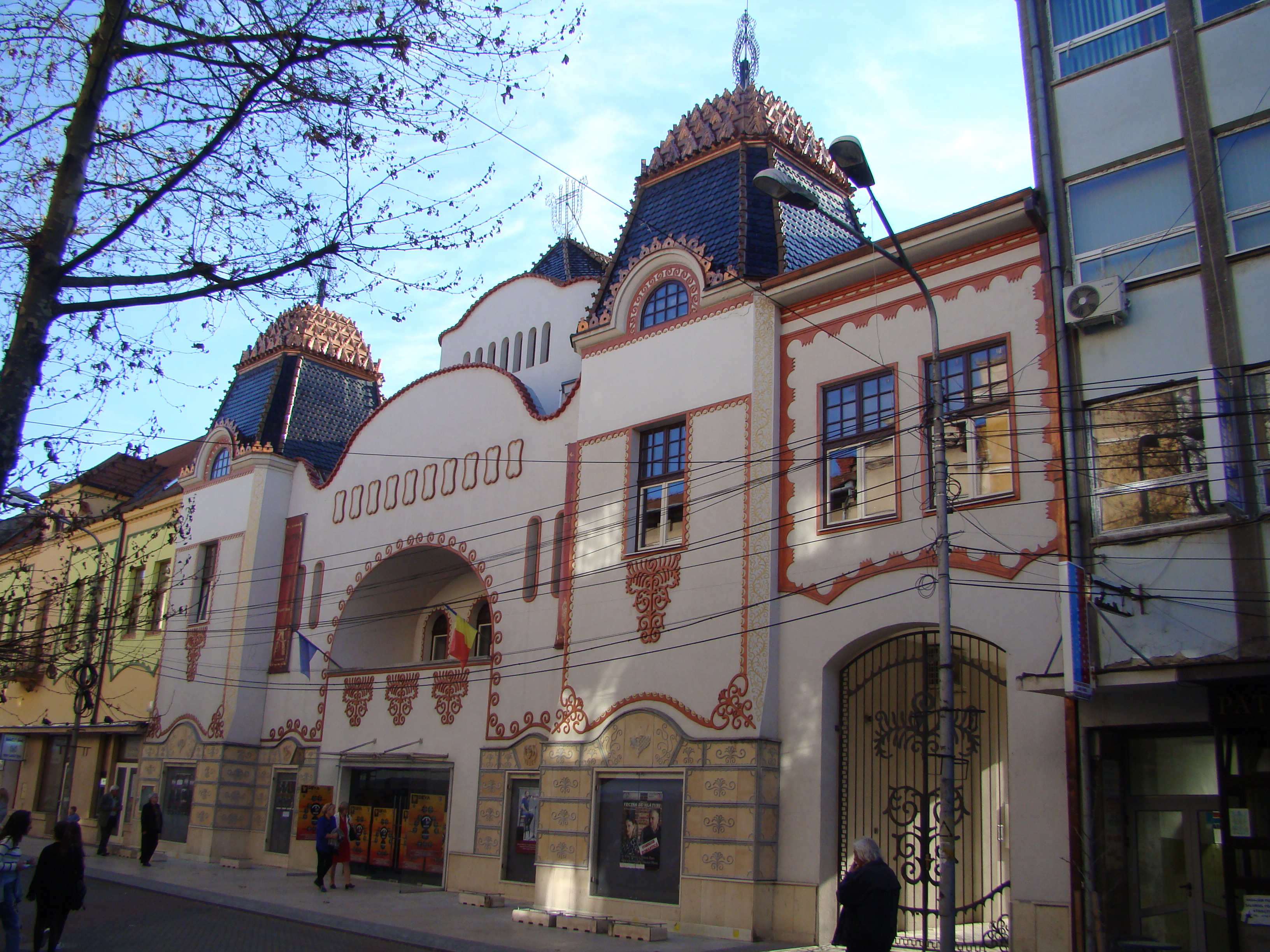
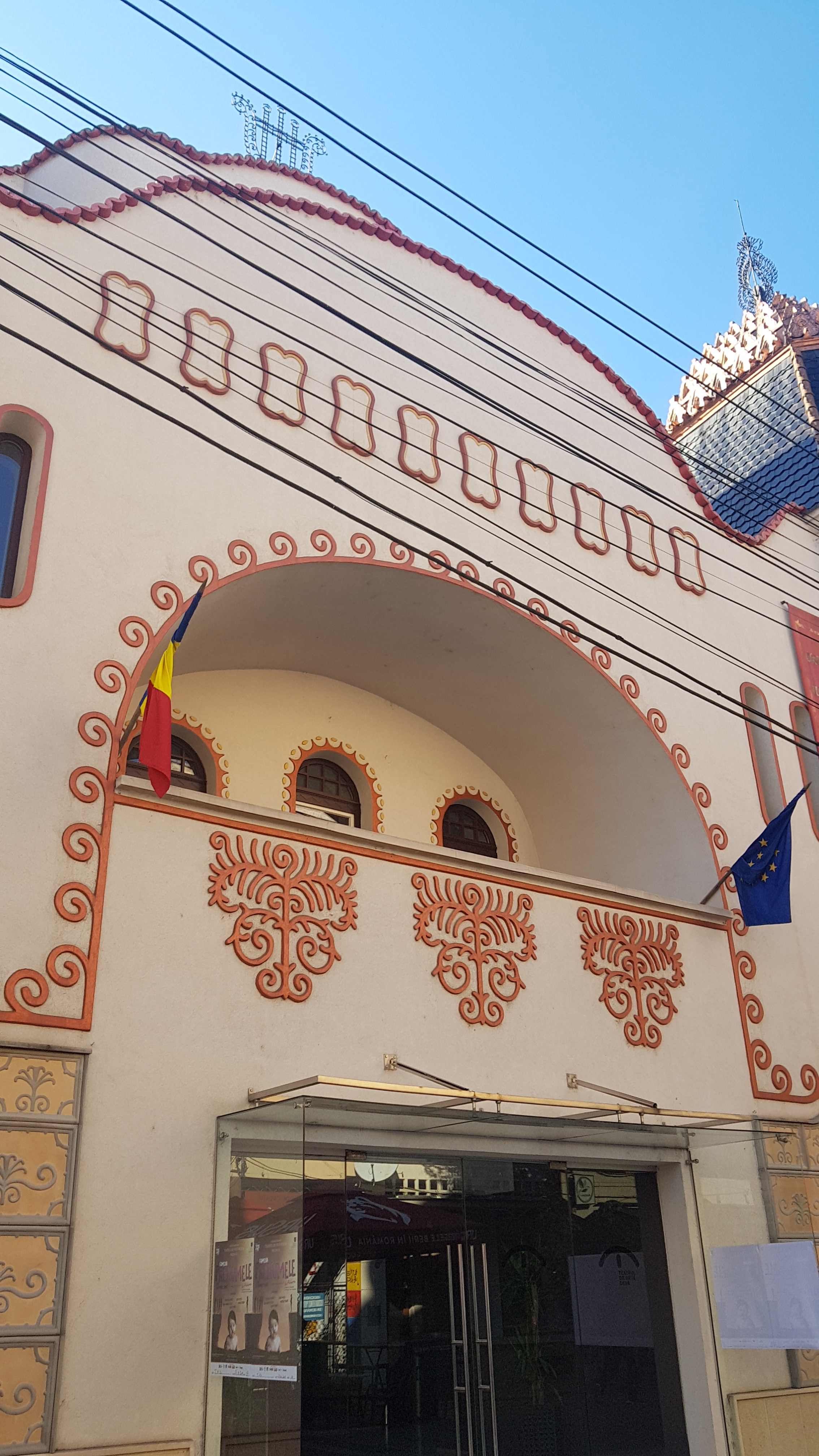
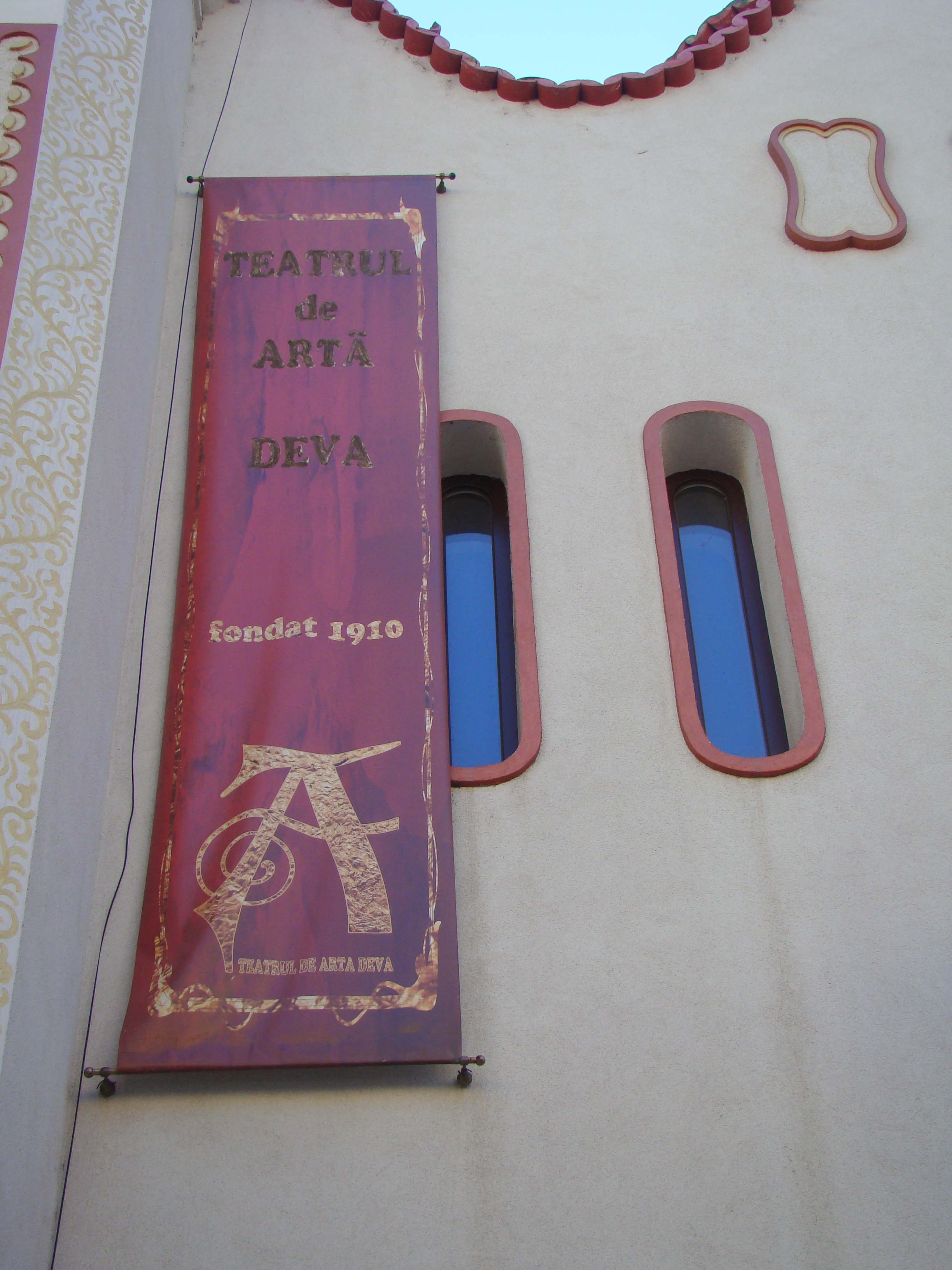
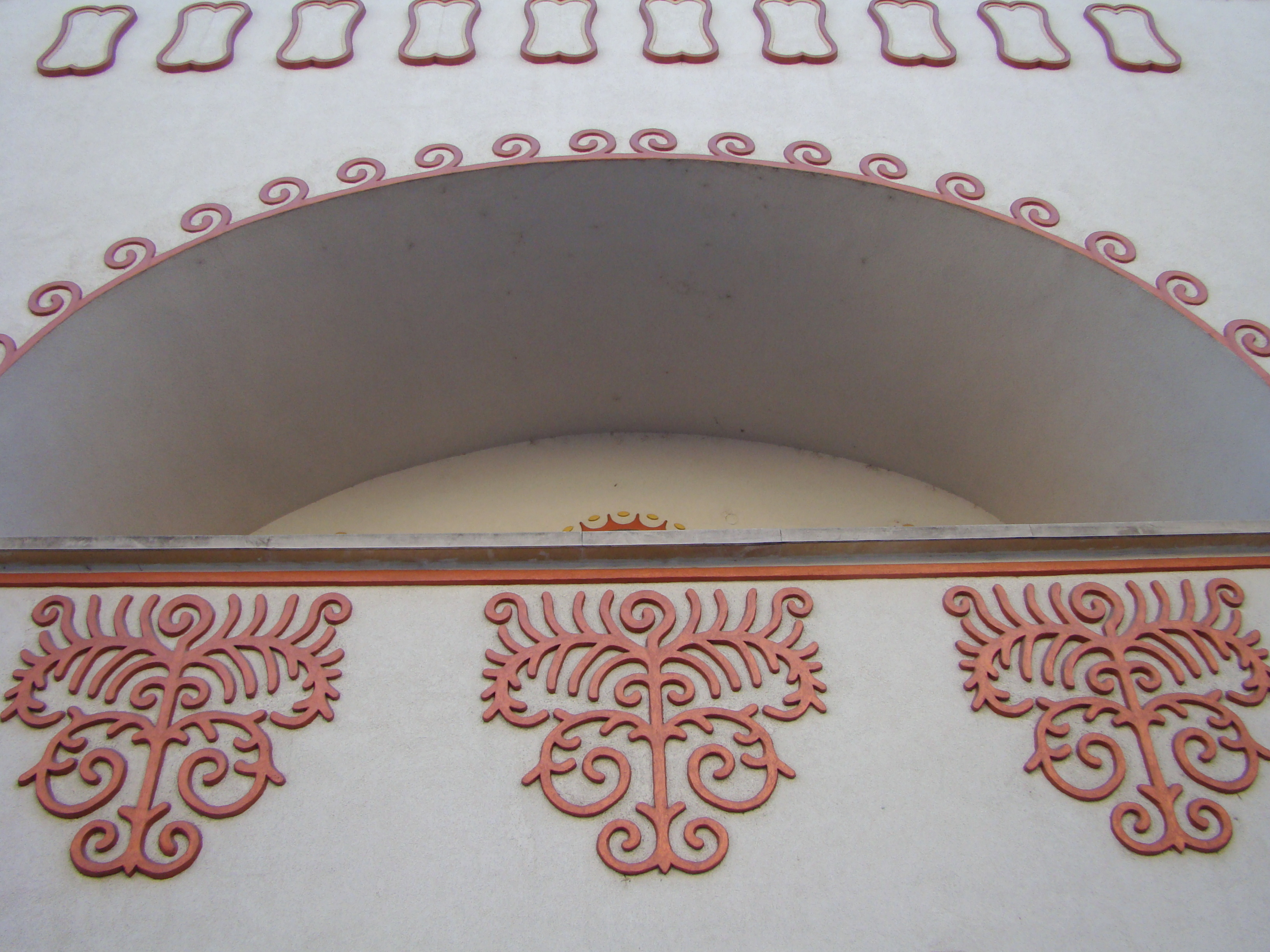
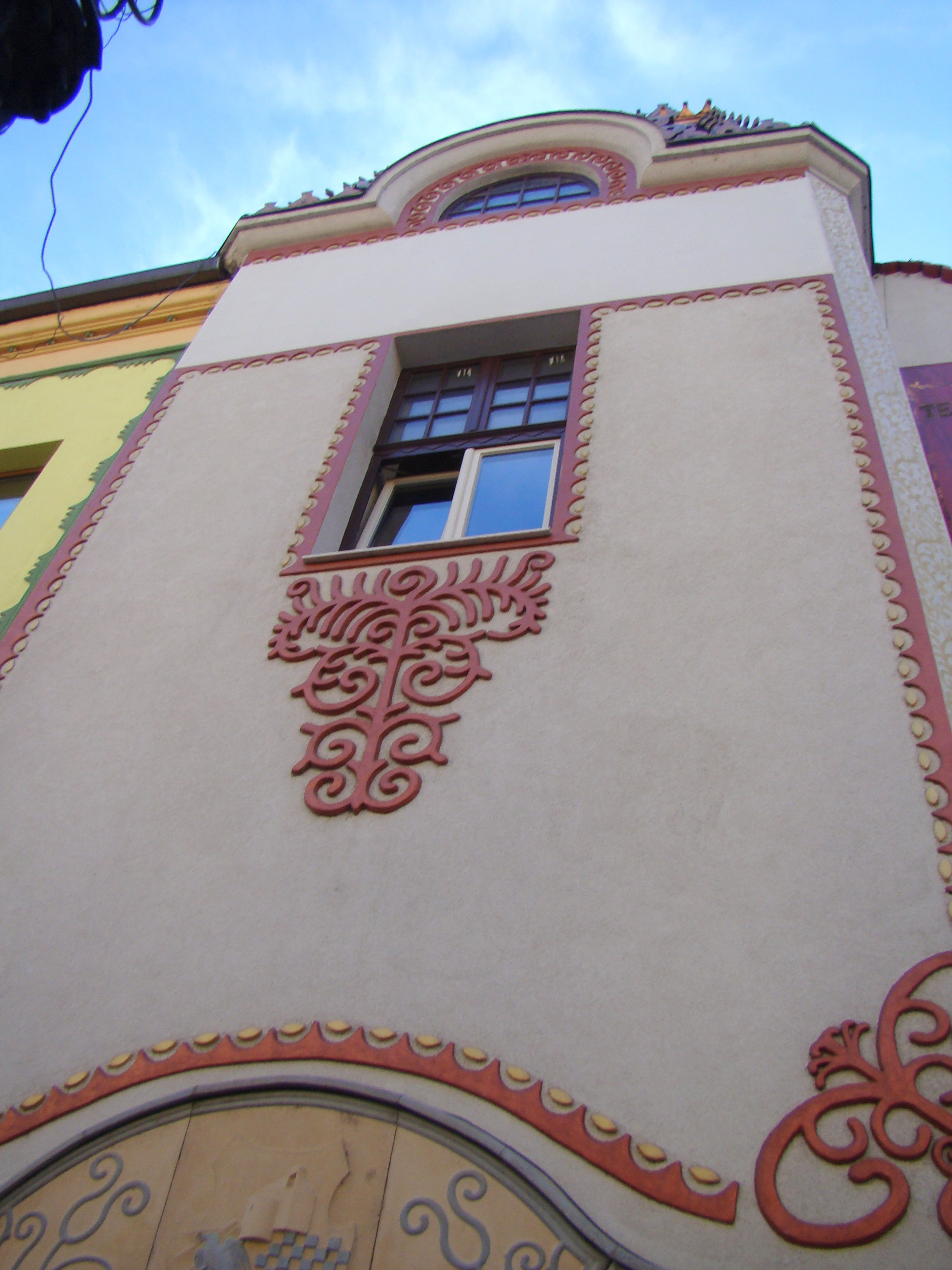
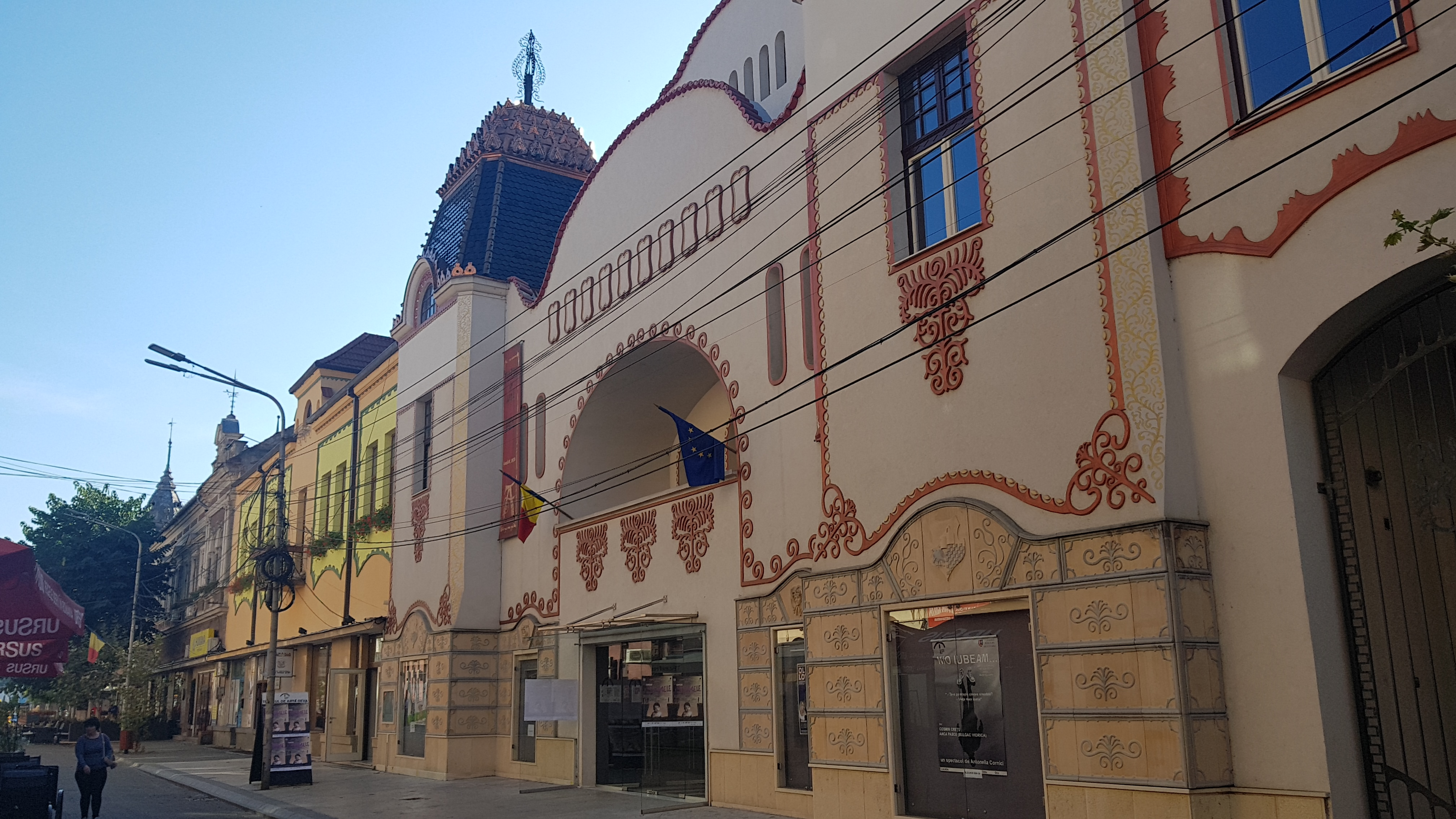
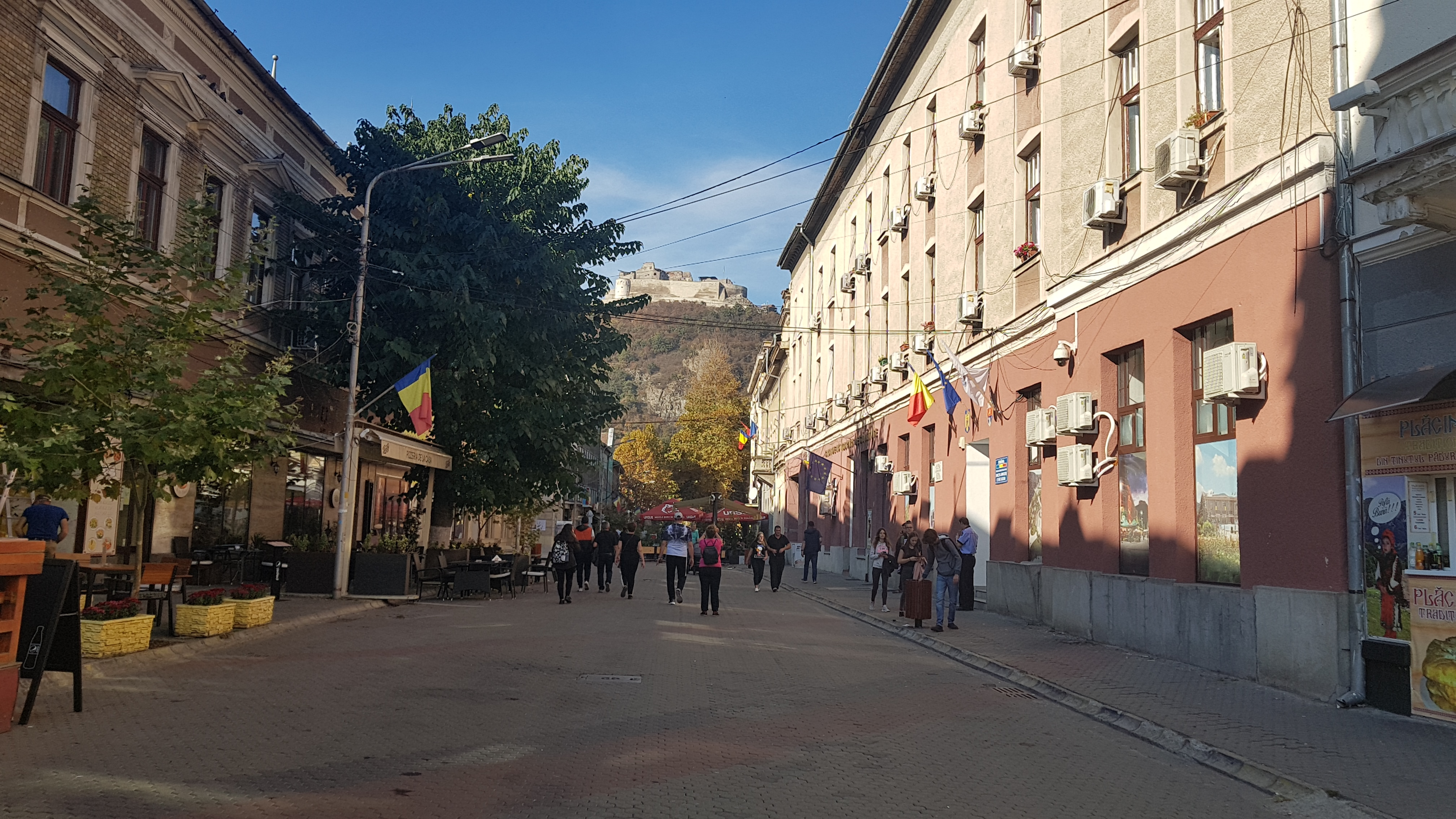